# Жан-Крістоф Бетт
Жан-Крістоф Бетт  (фр. Jean-Christophe Bette, 3 грудня 1977) — французький веслувальник, олімпійський чемпіон.

## Виступи на Олімпіадах
| Олімпіада   | Дисципліна                              | Місце |
| ----------- | --------------------------------------- | ----- |
| Сідней 2000 | легка четвірка розстібна без стернового | 1     |
| Пекін 2008  | легка четвірка розстібна без стернового | 4     |